# Tekeli Lala Mehmed Pacha
 Tekeli Lala Mehmed Pacha ou Mehmed Pacha Lala Melek Nihad (mort  le 28 novembre 1595) fut un grand vizir de l'empire ottoman. Grand Vizir au service du Sultan Mehmed III pendant 10 jours seulement avant de mourir le 28 novembre 1595.

## Source
- B. Lewis, V.L Ménage, Charles Pellat, J. Schacht, Encyclopédie de l’Islam, G-P Maisonneuve & Larose SA, Paris, 1990, tome VI, p. 989.